# Aglyphe
Un serpent aglyphe est un serpent qui ne possède pas de crochet à venin ni d'appareil venimeux. Les serpents aglyphes sont donc en général considérés comme inoffensifs pour l'homme. Cependant, certains grands boïdés et pythonidés peuvent infliger des blessures non négligeables par leurs morsures, de par la longueur de leurs dents et la puissance de leurs mâchoires, ce qui peut entrainer des infections comme toutes morsures d'animaux. Selon des cas extrêmement rares, certaines espèces de serpents géants peuvent aussi tuer un homme par constriction.

Tous les serpents aglyphes ne sont pas constricteurs : par exemple, la couleuvre à collier et la couleuvre vipérine (famille des Colubridae) avalent leurs proies vivantes. Ces dernières meurent étouffées en passant dans le tube digestif.